# Sismo de Indocuche de 2015
O sismo de Indocuche de 2015 foi um sismo de 7,5 graus na escala de magnitude de momento que ocorreu em 26 de outubro de 2015 na região de Indocuche. O sismo foi sentido no Afeganistão, Índia e Paquistão, país onde também foram confirmados danos e vítimas.

## Vítimas
| País        | Mortos | Feridos | Referências |
| ----------- | ------ | ------- | ----------- |
| Afeganistão | 114    | 524     |             |
| Índia       | 4      | 20      |             |
| Paquistão   | 280    | 1 982   |             |